# أندرو جيمس بيترز
أندرو جيمس بيترز (بالإنجليزية: Andrew James Peters) هو محامي وسياسي أمريكي، ولد في 3 أبريل 1872 في بوسطن في الولايات المتحدة، وتوفي في 26 يوليو 1938 في الولايات المتحدة. حزبياً، نشط في الحزب الديمقراطي. وقد انتخب عضو مجلس نواب ماساتشوستس وانتخب عضو مجلس النواب الأمريكي.